# Marc Berthod
Pour les articles homonymes, voir Berthod.
Marc Berthod, né le 24 novembre 1983 à Saint-Moritz, est un skieur alpin suisse, spécialiste des épreuves techniques et de combiné. Il est le fils de Martin Berthod et le neveu de René Berthod, tous deux également skieurs alpins.

## Carrière
Membre du club Alpina Saint-Moritz, il prend part aux compétitions internationales depuis la saison 1998-1999. En 2001-2002, Berthod obtient ses premiers résultats significatifs, avec un titre de champion de Suisse junior en slalom géant et un autre de vice-champion junior à Sella Nevea en slalom. En janvier 2003, il fait ses débuts dans la Coupe du monde à Kranjska Gora, puis prend part aux Championnats du monde élite disputés dans sa station d'origine Saint-Moritz, pour se classer 25e du combiné. Berthod devient dans les semaines qui suivent champion du monde junior de slalom à Montgenèvre. En janvier 2005, il se révèle devant le public suisse d'Adelboden en se classant septième du slalom géant, qui l'apporte ses premiers points dans la Coupe du monde. En fin de saison, il gagne le titre national dans cette discipline. Un an plus tard, il participe aux Jeux olympiques de Turin, où il accroche un top dix avec le septième rang au combiné.
En 2007, il remporte sa première épreuve de Coupe du monde à Adelboden où, après avoir pris la 27e place à l'issue du premier tracé avec le dossard 60, il réalise une seconde manche parfaite et profite de la détérioration de la piste et des conditions climatiques pour battre tous les spécialistes de la discipline. Pour terminer la saison 2006-2007, il gagne deux médailles de bronze aux championnats du monde de ski alpin 2007 à Åre, dont celle du super-combiné.
Durant la saison 2007-2008, il remporte une deuxième victoire de nouveau à Adelboden, mais en slalom géant cette fois-ci. Ce succès est d'autant plus beau qu'il est partagé avec son "coéquipier" d'entraînement, Daniel Albrecht. À cette occasion, Marc Berthod devient le premier individu à avoir remporté ces deux disciplines dans la station bernoise.
Il prend sa retraite sportive en 2016, après plusieurs années sans obtenir de résultat important.

## Palmarès

### Jeux olympiques d'hiver
| Épreuve / Édition | Turin 2006 | Vancouver 2010 |
| ----------------- | ---------- | -------------- |
| Slalom géant      | 17e        | 29e            |
| Slalom            | 14e        | Ab.            |
| Combiné           | 7e         | -              |

### Championnats du monde
| Épreuve / Édition | St-Moritz 2003 | Bormio 2005 | Åre 2007 | Val d'Isère 2009 | Garmisch 2011 | Schladming 2013 |
| ----------------- | -------------- | ----------- | -------- | ---------------- | ------------- | --------------- |
| Slalom géant      | -              | Ab.         | 11e      | 10e              | 21e           | Ab.             |
| Slalom            | Ab.            | Ab.         | Ab.      | Ab.              | -             | -               |
| (Super) combiné   | 25e            | Ab.         | Bronze   | -                | -             | 25e             |
| Par équipes       | -              | -           | Bronze   | -                | 5e            | -               |

### Coupe du monde
- Meilleur classement général : 8e en 2007.
- 5 podiums, dont 2 victoires.

|       | Géant     | Slalom    | Total |
| ----- | --------- | --------- | ----- |
| 2007  |           | Adelboden | 1     |
| 2008  | Adelboden |           | 1     |
| Total | 1         | 1         | 2     |

| Année/Classement | Général | Général | Descente | Descente | Super G | Super G | Géant  | Géant  | Slalom | Slalom | Combiné | Combiné |
| Année/Classement | Class.  | Points  | Class.   | Points   | Class.  | Points  | Class. | Points | Class. | Points | Class.  | Points  |
| ---------------- | ------- | ------- | -------- | -------- | ------- | ------- | ------ | ------ | ------ | ------ | ------- | ------- |
| 2005             | 97e     | 36      | -        | -        | -       | -       | 35e    | 36     | -      | -      | -       | -       |
| 2006             | 71e     | 78      | -        | -        | -       | -       | 34e    | 34     | 43e    | 26     | 32e     | 18      |
| 2007             | 8e      | 591     | -        | -        | 36e     | 15      | 22e    | 52     | 6e     | 322    | 2e      | 202     |
| 2008             | 21e     | 411     | -        | -        | 43e     | 7       | 7e     | 249    | 21e    | 131    | 36e     | 24      |
| 2009             | 52e     | 111     | 54e      | 4        | 37e     | 13      | 21e    | 94     | -      | -      | -       | -       |
| 2010             | 63e     | 112     | -        | -        | -       | -       | 17e    | 79     | 37e    | 33     | -       | -       |
| 2011             | 61e     | 125     | -        | -        | -       | -       | 18e    | 100    | 53e    | 10     | 33e     | 15      |
| 2012             | 106e    | 32      | -        | -        | -       | -       | 35e    | 32     | -      | -      | -       | -       |
| 2013             | 89e     | 42      | -        | -        | -       | -       | 43e    | 10     | -      | -      | 13e     | 32      |
| 2014             | 112e    | 19      | 50e      | 5        | -       | -       | -      | -      | -      | -      | 27e     | 14      |
| 2015             | 122e    | 16      | 52e      | 10       | 51e     | 6       | -      | -      | -      | -      | -       | -       |

### Championnats de Suisse
- Champion de Suisse (en géant) Veysonnaz, Piste de l'Ours 2005.
- Champion de Suisse (en géant) Veysonnaz, Piste de l'Ours 2007.

### Juniors
| Épreuve / Édition | Tarvisio / Selle Nevea 2002 | Serre-Chevalier / Montgenèvre 2003 |
| ----------------- | --------------------------- | ---------------------------------- |
| Descente          | -                           | Bronze                             |
| Super-G           | -                           | 6e                                 |
| Slalom géant      | -                           | Ab.                                |
| Slalom            | Argent                      | Or                                 |

### Coupe d'Europe
- 1 podium.